# Маттан III
Маттан III (Меттен III; «Дар»; финик. Me-e-teen) — царь Тира в начале V века до н. э.

## Биография

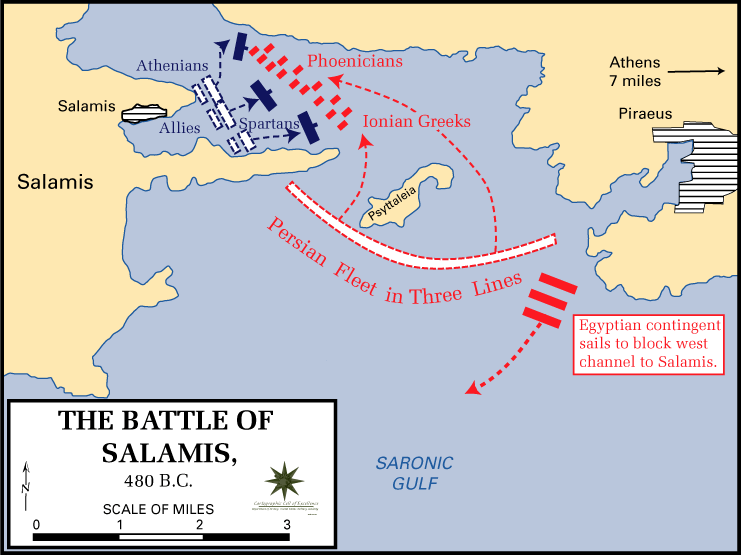
Битва при Саламине

О Маттане III известно из «Истории» Геродота. Согласно этому историческому источнику, Маттан, сын Хирама, вместе с царём Сидона Табнитом I и царём Арвада Мербаалом был одним из финикийских владетелей, подчинявшихся верховной власти правителя Ахеменидской державы Ксеркса I. Современные историки отождествляют отца Маттана III с тирским царём Хирамом IV, правившим около 500 года до н. э.
По приказу персидского царя Маттан III в 480 году до н. э. участвовал в походе в Грецию. Финикийцы и левантийцы предоставили в распоряжение «царя царей» 300 триер из 1207-и принявших участие в походе. Однако состоявшееся в Саламинском проливе сражение завершилось сокрушительным поражением персов от намного меньшего по численности греческого флота, возглавлявшегося Фемистоклом. Подстрекаемый Мардонием Ксеркс I повелел казнить многих финикийских корабелов, по его мнению, виновных в неудачном для персов исходе битвы. По свидетельству Диодора Сицилийского, остатки флота финикийцев, не дожидаясь разрешения персидского царя, покинули прибрежные воды Аттики и отплыли к себе на родину.
О дальнейшей судьбе Маттана III сведений в источниках нет. Неизвестно, кто был его непосредственным преемником на престоле Тира. Сохранилась одна монета, изготовленная в V веке до н. э. по повелению «царя Тира», но как звали этого правителя на ней не указано. В трудах античных авторов упоминаются правители, деятельность которых была связана с Тиром: Абдемон и Эвагор. Однако признавались ли они тирцами своими царями, или были только завоевателями города, или у них были какие-то другие связи с политической элитой Тира, не сообщается. Следующим достоверно известным лицом, носившим титул «царь Тира», был взошедший на престол около 359 года до н. э. Абдастарт II.

## Комментарии
1. ↑  Иногда упоминается как Маттан IV, если царём Маттаном III считают одноимённого суффета Тира[1].